# Rolls-Royce Twenty
O Rolls-Royce Twenty foi o "carro popular" da Rolls-Royce na década de 1920, produzido de 1922 a 1929, juntamente com o Silver Ghost 40/50 e o sucessor do 40/50, o Phantom. O objetivo era atrair proprietários-motoristas, mas muitos veículos foram vendidos a clientes com motoristas.

## Engenharia
Um novo motor de seis cilindros em linha com válvulas no cabeçote foi projetado para o carro de 3.127 cc, com diâmetro de 76 mm e curso de 114 mm. Ao contrário do motor do Silver Ghost, os cilindros eram fundidos em um bloco e o cabeçote era removível. Ignição por bobina e magneto foram instaladas. Os primeiros carros tinham caixas de câmbio manuais de 3 marchas com a alavanca de câmbio no centro do carro, mas isso mudou em 1925 para uma unidade de quatro marchas com câmbio tradicional à direita. A potência era transmitida ao eixo traseiro por meio de um eixo cardã padrão com uma junta universal em cada extremidade.
O chassi robusto tinha eixos dianteiro e traseiro rígidos, suspensos por molas semi-elípticas, com frenagem inicialmente apenas nas rodas traseiras. Freios nas quatro rodas com servomecanismo mecânico foram introduzidos em 1925. O famoso radiador Rolls-Royce com topo triangular foi instalado, e os primeiros exemplares tinham lâminas horizontais com acabamento esmaltado, posteriormente mudando para um acabamento niquelado e finalmente se tornando verticais.
Em 1920, um chassi custava £ 1.100, com um carro de turismo completo custando, em média, cerca de £ 1.600. Com a carroceria adaptada ao peso recomendado pela fábrica, o carro podia atingir 97 km/h, mas muitos proprietários instalavam carrocerias grandes de limusine, com o inevitável efeito prejudicial ao desempenho.

## Carroceria
Apenas o chassi e as peças mecânicas foram fabricados pela Rolls-Royce. A carroceria foi fabricada e montada por uma encarroçadora selecionada pelo proprietário. Algumas das encarroçadoras mais famosas que produziram carrocerias para carros Rolls-Royce são Barker, Park Ward, Thrupp & Maberly, H. J. Mulliner & Co. e Hooper.
Um tubo de torque não é usado para transmitir a potência ao eixo traseiro – este era o caso do chassi 40/50 (Silver Ghost). No caso do venerável 20 hp, a potência era transmitida por meio de um eixo propulsor padrão conectado por uma junta universal em cada extremidade.

## Galeria

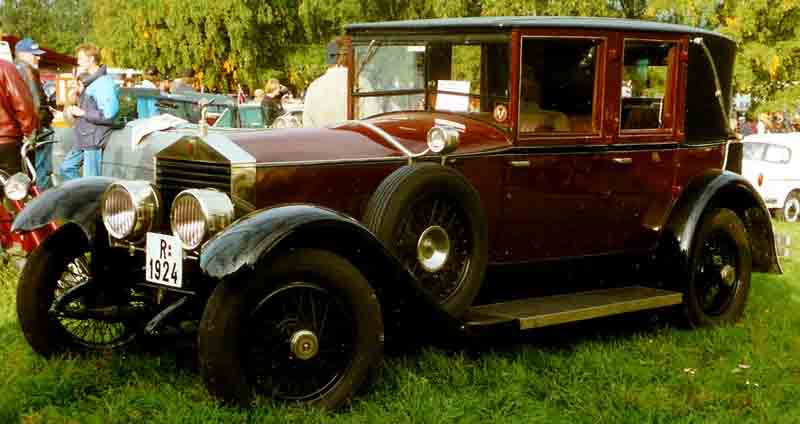
Rolls-Royce Twenty 1924
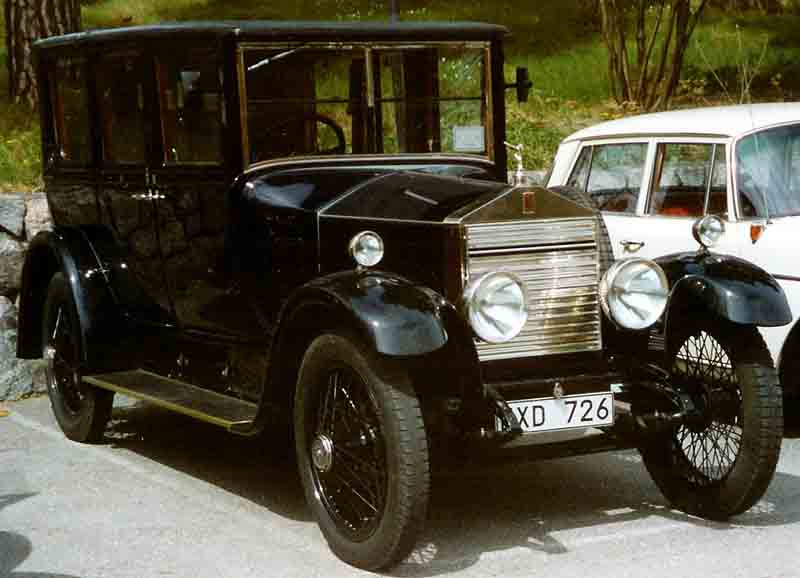
Rolls-Royce Twenty Landaulette 1925
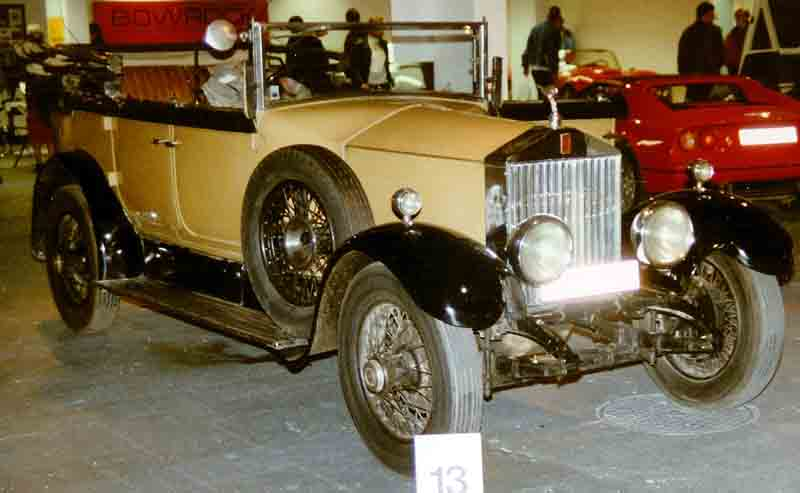
Rolls-Royce Twenty
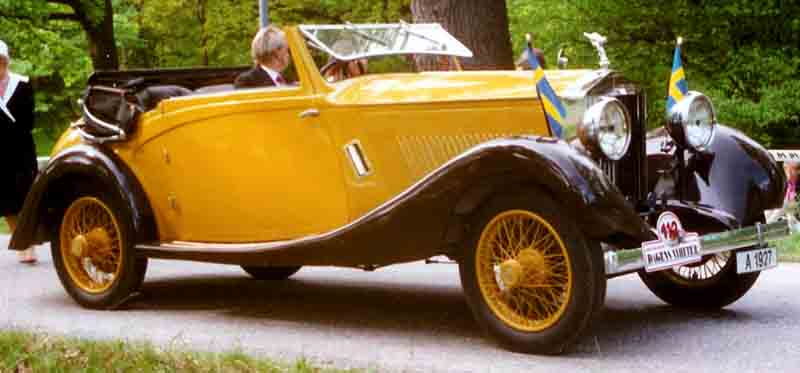
Rolls-Royce Twenty Drophead Coupé 1927
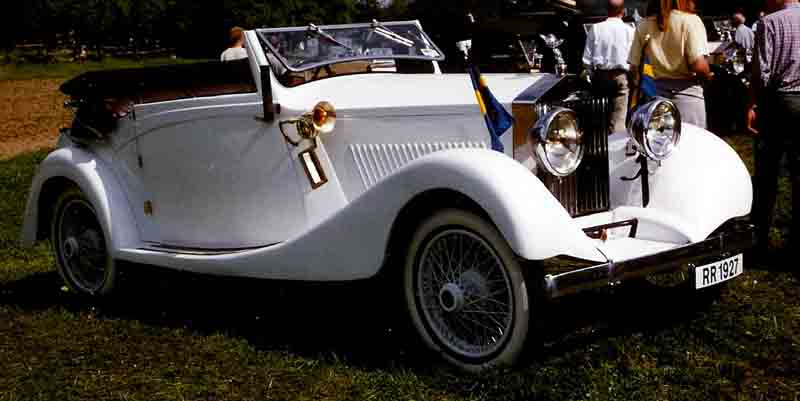
Rolls-Royce Twenty Drophead Coupé 1927
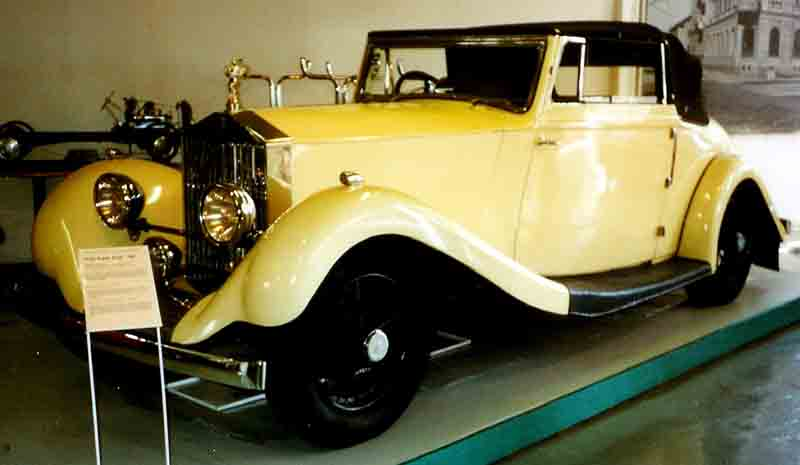
Rolls-Royce Twenty Drophead Coupé 1927